# Liste des joueurs de NBA avec 9 interceptions et plus sur un match
Ceci est la liste des joueurs de NBA avec 9 interceptions et plus sur un match.

## Explications
Cette performance a été réalisée 74 fois dans l'histoire de la NBA, par 52 joueurs différents.
Allen Iverson est le seul joueur à avoir réalisé cette performance durant un match de playoffs.

## Classement
|  | Joueur NBA en activité                          |
|  | Joueur intronisé au Basketball Hall of Fame     |
|  | Performance réalisée durant un match de playoff |
|  | Match perdu par l'équipe du joueur              |

| Interceptions | Joueur                     | Équipe                         | Date              | Adversaire                | Score   | Min | Pts | Reb | Pas | Ctr | Notes |
| ------------- | -------------------------- | ------------------------------ | ----------------- | ------------------------- | ------- | --- | --- | --- | --- | --- | --- |
| 11            | Larry Kenon                | Spurs de San Antonio           | 26 décembre 1976  | Kings de Kansas City      | 110–105 | 44  | 29  | 15  | 4   | 0   | |
| 11            | Kendall Gill               | Nets du New Jersey             | 3 avril 1999      | Heat de Miami             | 88–77   | 40  | 15  | 10  | 3   | 2   | 5 interceptions en 1re mi-temps; 6 en seconde mi-temps.                                                  |
| 10            | Jerry West                 | Lakers de Los Angeles          | 7 décembre 1973   | SuperSonics de Seattle    | 111–115 | 37  | 27  | 5   | 5   |     | 6 interceptions en première mi-temps; 4 interceptions en seconde mi-temps.                               |
| 10            | Larry Steele               | Trail Blazers de Portland      | 16 novembre 1974  | Lakers de Los Angeles     | 112–99  | 44  | 12  | 11  | 9   | 0   | |
| 10            | Fred Brown                 | SuperSonics de Seattle         | 3 décembre 1976   | 76ers de Philadelphie     | 121–112 |     | 29  | 3   | 7   |     | 8 interceptions en une mi-temps.                                                                         |
| 10            | Gus Williams               | SuperSonics de Seattle         | 22 février 1978   | Nets du New Jersey        | 94–83   | 42  | 31  | 4   | 4   | 0   | |
| 10            | Eddie Jordan               | Nets du New Jersey             | 23 mars 1979      | 76ers de Philadelphie     | 98–110  | 39  | 13  | 1   | 1   | 0   | |
| 10            | Johnny Moore               | Spurs de San Antonio           | 6 mars 1985       | Pacers de l'Indiana       | 108–102 | 35  | 16  | 7   | 8   | 0   | |
| 10            | Lafayette "Fat" Lever      | Nuggets de Denver              | 9 mars 1985       | Pacers de l'Indiana       | 126–116 | 31  | 13  | 4   | 15  | 0   | 8 interceptions au 3e quart-temps; 8 interceptions en 2e mi-temps, record NBA.                           |
| 10            | Clyde Drexler              | Trail Blazers de Portland      | 10 janvier 1986   | Bucks de Milwaukee        | 89–95   | 42  | 26  | 9   | 11  | 1   | |
| 10            | Alvin Robertson            | Spurs de San Antonio           | 18 février 1986   | Suns de Phoenix           | 120–114 | 36  | 20  | 11  | 10  | 0   | Deuxième quadruple-double de l'histoire de la NBA; le seul avec 10 interceptions.                        |
| 10            | Alvin Robertson (2)        | Spurs de San Antonio           | 22 novembre 1986  | Clippers de Los Angeles   | 109–102 | 39  | 30  | 5   | 6   | 1   | |
| 10            | Ron Harper                 | Cavaliers de Cleveland         | 10 mars 1987      | 76ers de Philadelphie     | 91–100  | 44  | 28  | 5   | 7   | 0   | Record NBA pour un Rookie sur un seul match. 5 interceptions à chaque mi-temps.                          |
| 10            | Michael Jordan             | Bulls de Chicago               | 29 janvier 1988   | Nets du New Jersey        | 120–93  | 27  | 32  | 1   | 4   | 2   | 6 intercetions dans le 3e quart-temps.                                                                   |
| 10            | Alvin Robertson (3)        | Spurs de San Antonio           | 11 janvier 1989   | Rockets de Houston        | 117–122 | 44  | 20  | 5   | 7   | 0   | Prolongation.                                                                                            |
| 10            | Alvin Robertson (4)        | Bucks de Milwaukee             | 19 novembre 1990  | Jazz de l'Utah            | 114–104 | 39  | 16  | 3   | 9   | 0   | |
| 10            | Kevin Johnson              | Suns de Phoenix                | 9 décembre 1993   | Bullets de Washington     | 114–95  | 38  | 17  | 3   | 13  | 0   | |
| 10            | Clyde Drexler (2)          | Rockets de Houston             | 1er novembre 1996 | Kings de Sacramento       | 96–85   | 42  | 25  | 10  | 9   | 0   | 8 interceptions dans la 2e mi-temps, record NBA. 1er match de la saison.                                 |
| 10            | Mookie Blaylock            | Hawks d'Atlanta                | 14 avril 1998     | 76ers de Philadelphie     | 95–94   | 44  | 14  | 8   | 11  | 0   | |
| 10            | Allen Iverson              | 76ers de Philadelphie          | 13 mai 1999       | Magic d'Orlando           | 97–85   | 43  | 33  | 5   | 5   | 2   | Record en playoffs NBA. Interceptions à chaque quart-temps (3, 3, 3 & 1).                                |
| 10            | Michael Finley             | Mavericks de Dallas            | 23 janvier 2001   | 76ers de Philadelphie     | 98–114  | 45  | 27  | 6   | 7   | 0   | 8 interceptions en première mi-temps. 5 dans le premier quart-temps.                                     |
| 10            | Brandon Roy                | Trail Blazers de Portland      | 24 janvier 2009   | Wizards de Washington     | 100–87  | 39  | 22  | 5   | 7   | 2   | Interceptions à tous les quart-temps (3,2,2 et 3).                                                       |
| 10            | Draymond Green             | Warriors de Golden State       | 10 février 2017   | Grizzlies de Memphis      | 122–107 | 37  | 4   | 12  | 10  | 5   | Réalise le premier triple-double de l'histoire de la NBA en marquant moins de 10 points.                 |
| 10            | Lou Williams               | Clippers de Los Angeles        | 20 janvier 2018   | Jazz de l'Utah            | 113–125 | 40  | 31  | 2   | 7   | 0   | |
| 10            | T. J. McConnell            | Pacers de l'Indiana            | 3 mars 2021       | Cavaliers de Cleveland    | 114–111 | 36  | 16  | 4   | 13  | 1   | 9 interceptions en première mi-temps, record NBA.                                                        |
| 9             | Calvin Murphy              | Rockets de Houston             | 14 décembre 1973  | Celtics de Boston         | 106–114 | 43  | 21  | 2   | 10  |     | |
| 9             | Larry Steele (2)           | Trail Blazers de Portland      | 5 mars 1974       | Lakers de Los Angeles     | 107–102 | 40  | 15  | 5   | 10  | 2   | |
| 9             | Rick Barry                 | Warriors de Golden State       | 29 octobre 1974   | Braves de Buffalo         | 130–101 | 43  | 30  | 10  | 11  |     | |
| 9             | Don "Slick" Watts          | SuperSonics de Seattle         | 23 février 1975   | 76ers de Philadelphie     | 100–114 |     | 13  |     |     |     | Expulsé pour 6 fautes.                                                                                   |
| 9             | Larry Steele (3)           | Trail Blazers de Portland      | 7 mars 1975       | Suns de Phoenix           | 120–98  | 39  | 12  | 5   | 5   | 1   | |
| 9             | Larry Steele (4)           | Trail Blazers de Portland      | 14 mars 1976      | Pistons de Détroit        | 114–103 | 40  | 22  | 7   | 8   | 0   | |
| 9             | Quinn Buckner              | Bucks de Milwaukee             | 2 janvier 1977    | Pacers de l'Indiana       | 109–116 | 33  | 16  | 7   | 7   | 0   | Rookie. Son équipe a totalisé 21 interceptions dans le match.                                            |
| 9             | Slick Watts (2)            | SuperSonics de Seattle         | 27 mars 1977      | Suns de Phoenix           | 100–121 | 36  | 14  | 3   | 8   | 0   | |
| 9             | Earl Tatum                 | Pistons de Détroit             | 28 novembre 1978  | Lakers de Los Angeles     | 105–103 | 33  | 19  | 2   | 2   |     | |
| 9             | Gus Williams (2)           | SuperSonics de Seattle         | 23 janvier 1979   | Bullets de Washington     | 103–100 | 37  | 24  | 7   | 6   |     | 8 interceptions en 2e mi-temps, record NBA.                                                              |
| 9             | Ron Lee                    | Pistons de Détroit             | 16 mars 1980      | Rockets de Houston        | 99–102  | 42  | 20  | 5   | 6   |     | |
| 9             | Dudley Bradley             | Pacers de l'Indiana            | 10 novembre 1980  | Jazz de l'Utah            | 106–108 | 39  | 14  | 2   | 6   |     | 8 interceptions en une mi-temps, record NBA. 6 dans le 4e quart-temps.                                   |
| 9             | Dudley Bradley (2)         | Pacers de l'Indiana            | 29 novembre 1980  | Cavaliers de Cleveland    | 117–101 | 28  | 11  | 0   | 2   |     | 5 interceptions dans le quatrième quart-temps.                                                           |
| 9             | Micheal Ray Richardson     | Knicks de New York             | 23 décembre 1980  | Bulls de Chicago          | 114–117 | 44  | 19  | 6   | 6   |     | |
| 9             | Johnny High                | Suns de Phoenix                | 28 janvier 1981   | Bullets de Washington     | 98–108  | 26  | 11  | 4   | 2   | 0   | |
| 9             | Magic Johnson              | Lakers de Los Angeles          | 6 novembre 1981   | Suns de Phoenix           | 99–101  | 40  | 11  | 7   | 16  | 0   | |
| 9             | Jack Sikma                 | SuperSonics de Seattle         | 27 janvier 1982   | Kings de Kansas City      | 110–103 | 40  | 20  | 9   | 3   |     | |
| 9             | Rickey Green               | Jazz de l'Utah                 | 10 novembre 1982  | Nuggets de Denver         | 125–119 | 45  | 24  | 5   | 11  | 0   | |
| 9             | Rickey Green (2)           | Jazz de l'Utah                 | 27 novembre 1982  | 76ers de Philadelphie     | 113–126 | 44  | 26  | 7   | 12  | 0   | |
| 9             | Micheal Ray Richardson (2) | Warriors de Golden State       | 5 février 1983    | Spurs de San Antonio      | 106–102 | 42  | 10  | 5   | 11  | 0   | |
| 9             | Darwin Cook                | Nets du New Jersey             | 3 décembre 1983   | Trail Blazers de Portland | 122–128 | 44  | 17  | 2   | 6   | 0   | Prolongations. Expulsé pour 6 fautes.                                                                    |
| 9             | Gus Williams (3)           | Bullets de Washington          | 30 octobre 1984   | Hawks d'Atlanta           | 119–104 | 39  | 23  | 5   | 9   | 0   | |
| 9             | Johnny Moore (2)           | Spurs de San Antonio           | 8 janvier 1985    | Warriors de Golden State  | 139–94  | 36  | 26  | 11  | 13  | 1   | |
| 9             | Larry Bird                 | Celtics de Boston              | 18 février 1985   | Jazz de l'Utah            | 110–94  | 33  | 30  | 12  | 10  | 2   | N'a pas joué le 4e quart-temps, son équipe menait de 22 points.                                          |
| 9             | Micheal Ray Richardson (3) | Nets du New Jersey             | 30 octobre 1985   | Pacers de l'Indiana       | 147–138 | 54  | 38  | 11  | 11  | 0   | Triple prolongations.                                                                                    |
| 9             | Maurice Cheeks             | 76ers de Philadelphie          | 5 janvier 1987    | Clippers de Los Angeles   | 108–102 | 42  | 22  | 3   | 10  | 0   | 7 interceptions en une mi-temps.                                                                         |
| 9             | T. R. Dunn                 | Nuggets de Denver              | 6 janvier 1988    | Nets du New Jersey        | 98–93   | 32  | 2   | 5   | 3   | 0   | Non titulaire. Lafayette "Fat" Lever a réalisé 8 interceptions lors de cette rencontre.                  |
| 9             | Michael Jordan (2)         | Bulls de Chicago               | 9 novembre 1988   | Celtics de Boston         | 110–104 | 42  | 52  | 3   | 2   | 2   | 8 interceptions en première mi-temps, record NBA.                                                        |
| 9             | Hersey Hawkins             | 76ers de Philadelphie          | 25 janvier 1991   | Celtics de Boston         | 116–94  | 41  | 38  | 8   | 6   | 1   | |
| 9             | John Stockton              | Jazz de l'Utah                 | 12 février 1991   | Rockets de Houston        | 113–92  | 35  | 19  | 3   | 11  | 0   | |
| 9             | Michael Adams              | Bullets de Washington          | 1er novembre 1991 | Pacers de l'Indiana       | 109–103 | 42  | 23  | 4   | 13  | 1   | |
| 9             | Glenn "Doc" Rivers         | Clippers de Los Angeles        | 6 novembre 1991   | Suns de Phoenix           | 111–87  | 18  | 5   | 1   | 5   | 2   | 7 interceptions en une seule mi-temps.                                                                   |
| 9             | Michael Jordan (3)         | Bulls de Chicago               | 2 avril 1993      | Nets du New Jersey        | 118–105 | 38  | 40  | 7   | 7   | 1   | |
| 9             | Fat Lever (2)              | Mavericks de Dallas            | 10 février 1994   | Bullets de Washington     | 87–77   | 34  | 4   | 7   | 3   | 0   | |
| 9             | Scottie Pippen             | Bulls de Chicago               | 8 mars 1994       | Hawks d'Atlanta           | 116–95  | 42  | 39  | 6   | 10  | 1   | |
| 9             | Eric Murdock               | Bucks de Milwaukee             | 2 avril 1994      | Bullets de Washington     | 96–104  | 37  | 18  | 5   | 7   | 0   | |
| 9             | Mookie Blaylock (2)        | Hawks d'Atlanta                | 17 février 1997   | Rockets de Houston        | 98–127  | 34  | 18  | 0   | 5   | 0   | |
| 9             | Doug Christie              | Raptors de Toronto             | 25 février 1997   | Nuggets de Denver         | 124–122 | 46  | 27  | 5   | 3   | 0   | Prolongations.                                                                                           |
| 9             | Eddie Jones (2)            | Hornets de Charlotte           | 4 novembre 1999   | Pacers de l'Indiana       | 98–89   | 36  | 22  | 3   | 3   | 0   | |
| 9             | Paul Pierce                | Celtics de Boston              | 3 décembre 1999   | Heat de Miami             | 96–84   | 38  | 26  | 5   | 4   | 1   | 6 interceptions dans le premier quart-temps; 7 au total en première mi-temps.                            |
| 9             | Allen Iverson (2)          | 76ers de Philadelphie          | 19 mars 2000      | Magic d'Orlando           | 89–85   | 42  | 18  | 3   | 10  | 0   | 7 interceptions en deuxième mi-temps.                                                                    |
| 9             | Andre Miller               | Cavaliers de Cleveland         | 15 décembre 2001  | 76ers de Philadelphie     | 91–94   | 44  | 14  | 4   | 22  | 0   | 6 interceptions en deuxième mi-temps.                                                                    |
| 9             | Allen Iverson (3)          | 76ers de Philadelphie          | 20 décembre 2002  | Lakers de Los Angeles     | 107–104 | 48  | 32  | 2   | 5   | 0   | Prolongations.                                                                                           |
| 9             | Dirk Nowitzki              | Mavericks de Dallas            | 7 mars 2004       | Rockets de Houston        | 98–101  | 45  | 18  | 1   | 1   | 2   | |
| 9             | Rafer Alston               | Rockets de Houston             | 10 février 2007   | Bobcats de Charlotte      | 104–83  | 41  | 14  | 1   | 8   | 0   | |
| 9             | Chris Paul                 | Hornets de La Nouvelle-Orléans | 20 février 2008   | Mavericks de Dallas       | 104–93  | 41  | 31  | 5   | 11  | 0   | 7 interceptions en première mi-temps.                                                                    |
| 9             | Mario Chalmers             | Heat de Miami                  | 5 novembre 2008   | 76ers de Philadelphie     | 106–83  | 31  | 6   | 4   | 6   | 0   | Rookie.                                                                                                  |
| 9             | John Wall                  | Wizards de Washington          | 2 novembre 2010   | 76ers de Philadelphie     | 116–115 | 45  | 29  | 2   | 13  | 0   | Rookie. Prolongation. 7 interceptions en deuxième mi-temps.                                              |
| 9             | Michael Carter-Williams    | 76ers de Philadelphie          | 30 octobre 2013   | Heat de Miami             | 114–110 | 36  | 22  | 7   | 12  | 0   | Rookie. Début en NBA. Record d'interceptions pour un premier match officiel, proche du quadruple-double. |